# Культура Чжишаньянь
Культу́ра Чжишаньянь (кит. 芝山岩文化, Піньїнь Zhīshānyán Wénhuà) — культура епохи неоліту північного Тайваню II—I тисячоліття до н. е., виявлена на території однойменної стоянки. У той час пам'ятка розташовувалася на березі озера Тайбей. Вона вважається найстарішою з відкритих на острові. Її було вперше розкопано у 1896 році, але протягом японської окупації та після Другої світової війни не часто проводили вивчення. Археолог Хуан Шицян вперше провів розкопки у 1981 році, коли і встановив існування на пам'ятці культури Чжишаньянь. Протягом 1995—2001 років довготривалі дослідження стоянки проводив Лю Їчан, який з'ясував, що тут існувало багато інших культур. У 1993 році влада Тайбея на місці стоянки заснувала культурно-історичний парк Чжишаньянь, перетворивши його на культурне надбання Тайваню.
Після культури Чжишаньянь залишилося багато різноманітних кам'яних знарядь, кераміки, інструментів з кістки, рогу та зубів тварин, дерев'яних знарядь, тканини, рису, кісток тварин та людей тощо. Судячи з великої кількості знайдених сільськогосподарських знарядь і рису було розвинуто досить складне рисове господарство. А з наявності решток оленей, свиней, риб, полювання та рибальство підтвердилося як важливий спосіб добування їжі.

## Дослідження витоків культури Чжишаньянь
Рештки знайдені на пам'ятці Чжишаньянь наочно демонструють особливості не притаманні іншим культурам регіону, предмет походження яких і став жвавим археологічним обговоренням. Наприклад, паралелі у використанні візерунків намальованих на червоній кераміці чорного кольору спостерігаються у культур з Фуцзяна і Чжецзяна у Китаї; чорна рідкісна кераміка є унікальною для китайського регіону Хуайнань. Специфічним є і дерев'яний посуд, виявлений вченими в селищі Хемуду, провінції Чжецзян біля озера Тайху в Китаї. Знайдення цих решток доказує, що походження культури Чжишаньянь може бути певною мірою пов'язане з неолітичними культурами на південно-східному узбережжі Китаю, особливо з провінцій Фуцзян та Чжецзян. Наприклад, схожі знахіідки виявили під час розкопок пам'яток культур Лянчжу та Хемуду. Тому деякі вчені вважають, що культура Чжишаньянь могла походити з прибережних районів Чжецзян і Фуцзянь у Китаї.

## Кам'яні знаряддя культури Чжишаньянь
В основному це кам'яні сокири, лопати та мотики; шліфовані кам'яні сокири (лопати, мотики), сітки, увігнуті камені, кам'яні молотки, товкачі, тесла, долота, ножі, наконечники стріл, кільця тощо. Виготовлені в основному з каменю пісковика і андезиту.

## Кераміка культури Чжишанянь
Розписна кераміка та чорна кераміка є основними знайденими видами посуду цієї культури. Більшість розписів намальовано чорним кольором на глиняних червоних гончарних горщиках, кілька — на гончарних мисках; візерунки — це переважно паралельні лінії або перехресні візерунки. Окрім фарбування для створення візерунків, таких як крапки, кола, мотузки та подряпини, використовувалися інші методи — тиснення та різьблення. Найпоширенішими видами глиняного посуду, знайденого на розкопках, були гончарні горщики з відкритими черевцями та гончарні миски, але трапляються також тарілки та інші гончарні вироби. Крім того, було виявлено увігнутої форми посудину, яка могла бути кришкою, а також гончарні веретена, каблучки та прикраси. Кераміка переважно виготовлена вручну.